# Scottish First Division 2008-2009
La Scottish First Division 2008-2009 è stata la 103ª edizione della seconda serie del campionato di calcio scozzese, la 14ª edizione nel formato corrente di 10 squadre, sotto l'organizzazione della Scottish Football League (SFL). La stagione è iniziata il 2 agosto 2008 e si è conclusa il 24 maggio 2009.

Il St. Johnstone ha vinto il campionato ed è stato promosso direttamente in Scottish Premier League.

Il Clyde, classificatosi all'ultimo posto, è stato retrocesso direttamente in Scottish Second Division. Il Livingston, classificatosi al 7º posto, è stato retrocesso direttamente in Third Division 2009-2010 per irregolarità finanziarie.

## Stagione

### Novità
Dalla First Division 2007-2008 l'Hamilton Academical, primo classificato, è stato promosso in Premier League 2008-2009. Lo Stirling Albion, classificatosi all'ultimo posto, è stato retrocesso direttamente in Second Division 2008-2009.

Dalla Second Division 2007-2008 sono stati promossi il Ross County, primo classificato, e l'Airdrie United, perdente i playoff, ma promosso per la rinuncia del Gretna a far parte della SFL.

### Formula
Il campionato è composto di 10 squadre che si affrontano in un doppio girone di andata-ritorno per un totale di 36 giornate.

La prima classificata viene promossa direttamente in Scottish Premier League. L'ultima classificata viene retrocessa direttamente in Scottish Second Division. La 9ª classificata partecipa ai playoff per un posto in Scottish First Division assieme alla 2ª, alla 3ª e alla 4ª classificata in Scottish Second Division 2008-2009.

## Squadre partecipanti
| Club               | Città       | Stadio                   | Posizione 2007-2008         |
| ------------------ | ----------- | ------------------------ | --------------------------- |
| Airdrie Utd        | Airdrie     | Excelsior Stadium        | 2º posto in Second Division |
| Clyde              | Cumbernauld | Broadwood Stadium        | 9º posto                    |
| Dundee             | Dundee      | Dens Park                | 2º posto                    |
| Dunfermline        | Dunfermline | East End Park            | 5º posto                    |
| Greenock Morton    | Greenock    | Cappielow Park           | 8º posto                    |
| Livingston         | Livingston  | Almondvale Stadium       | 7º posto                    |
| Partick Thistle    | Glasgow     | Firhill Stadium          | 6º posto                    |
| Queen of the South | Dumfries    | Palmerston Park          | 4º posto                    |
| Ross County        | Dingwall    | Victoria Park (Dingwall) | 1º posto in Second Division |
| St. Johnstone      | Perth       | McDiarmid Park           | 3º posto                    |

## Classifica finale
|  | Pos. | Squadra            | Pt | G  | V  | N  | P  | GF | GS | DR  |
|  | ---- | ------------------ | -- | -- | -- | -- | -- | -- | -- | --- |
|  | 1.   | St. Johnstone      | 65 | 36 | 17 | 14 | 5  | 55 | 35 | +20 |
|  | 2.   | Partick Thistle    | 55 | 36 | 16 | 7  | 13 | 39 | 35 | +4  |
|  | 3.   | Dunfermline        | 51 | 36 | 14 | 9  | 13 | 51 | 43 | +8  |
|  | 4.   | Dundee             | 50 | 36 | 13 | 11 | 12 | 33 | 32 | +1  |
|  | 5.   | Queen of the South | 47 | 36 | 12 | 11 | 13 | 57 | 50 | +7  |
|  | 6.   | Greenock Morton    | 47 | 36 | 12 | 11 | 13 | 40 | 40 | 0   |
|  | 7.   | Livingston         | 47 | 36 | 13 | 8  | 15 | 56 | 58 | -2  |
|  | 8.   | Ross County        | 47 | 36 | 13 | 8  | 15 | 42 | 46 | -4  |
|  | 9.   | Airdrie Utd        | 42 | 36 | 10 | 12 | 14 | 29 | 43 | -14 |
|  | 10.  | Clyde              | 39 | 36 | 10 | 9  | 17 | 41 | 58 | -17 |

Legenda:

      Promossa in Premier League 2009-2010
 Qualificata ai play-off
      Retrocessa in Second Division 2009-2010
Tre punti a vittoria, uno a pareggio, zero a sconfitta.
La classifica viene stilata secondo i seguenti criteri:
- Punti conquistati
- Differenza reti generale
- Reti totali realizzate
- Punti realizzati negli scontri diretti
- Differenza reti negli scontri diretti
- Reti realizzate negli scontri diretti
- play-off (solo per definire la promozione, la retrocessione e i playoff)

### Verdetti
- St. Johnstone vincitore della Scottish First Division e promosso in Scottish Premier League 2009-2010
- Livingston retrocesso in Scottish Third Division 2009-2010 per irregolarità finanziarie
- Clyde retrocesso in Scottish Second Division 2009-2010.

## Spareggi

### Playoff First Division/Second Division
Ai play-off partecipano la 2ª, 3ª e 4ª classificata della Second Division 2008-2009 (Ayr United, Brechin City, Peterhead) e la 9ª classificata della First Division (Airdrie United).

#### Semifinali
| Squadra 1    | Totale | Squadra 2 | Andata | Ritorno |
| ------------ | ------ | --------- | ------ | ------- |
| Airdrie Utd  | 4 – 1  | Peterhead | 2 – 0  | 2 – 1   |
| Brechin City | 2 – 5  | Ayr Utd   | 0 – 2  | 2 - 3   |

#### Finale
| Squadra 1   | Totale | Squadra 2 | Andata | Ritorno |
| ----------- | ------ | --------- | ------ | ------- |
| Airdrie Utd | 2 – 3  | Ayr Utd   | 2 – 2  | 0 – 1   |

## Statistiche

### Classifica marcatori
| Gol |  |  | Giocatore              | Squadra            |
| --- |  |  | ---------------------- | ------------------ |
| 24  |  |  | Stephen Dobbie         | Queen of the South |
| 18  |  |  | Leigh Griffiths        | Livingston         |
| 15  |  |  | Andy Kirk              | Dunfermline        |
| 14  |  |  | Steven Milne           | St. Johnstone      |
| 14  |  |  | Mickaël Antoine-Curier | Dundee             |
| 11  |  |  | Pat Clarke             | Clyde              |